# Gustaw Morcinek
Gustaw Morcinek, właśc. Augustyn Morcinek (ur. 25 sierpnia 1891 w Karwinie na Śląsku Cieszyńskim, zm. 20 grudnia 1963 w Krakowie) – polski pisarz związany ze Śląskiem, nauczyciel, działacz publicystyczny i poseł na Sejm PRL I kadencji (1952–1956), członek Ogólnopolskiego Komitetu Frontu Jedności Narodu w 1958 roku.

## Życiorys
Urodził się w 1891 w Karwinie w ubogiej rodzinie wozaka Józefa Morcinka. Był najmłodszym z czwórki rodzeństwa i został ochrzczony imieniem Augustyn, chrztu udzielił ksiądz wikary Józef Körner w kościele parafialnym w Karwinie. W 1892 zginął ojciec Józef Morcinek i ciężar utrzymania rodziny spadł na matkę. Augustyn – po ukończeniu szkoły ludowej w Karwinie – rozpoczął pracę w kopalni w wieku 16 lat, co w porównaniu z rówieśnikami było późno.

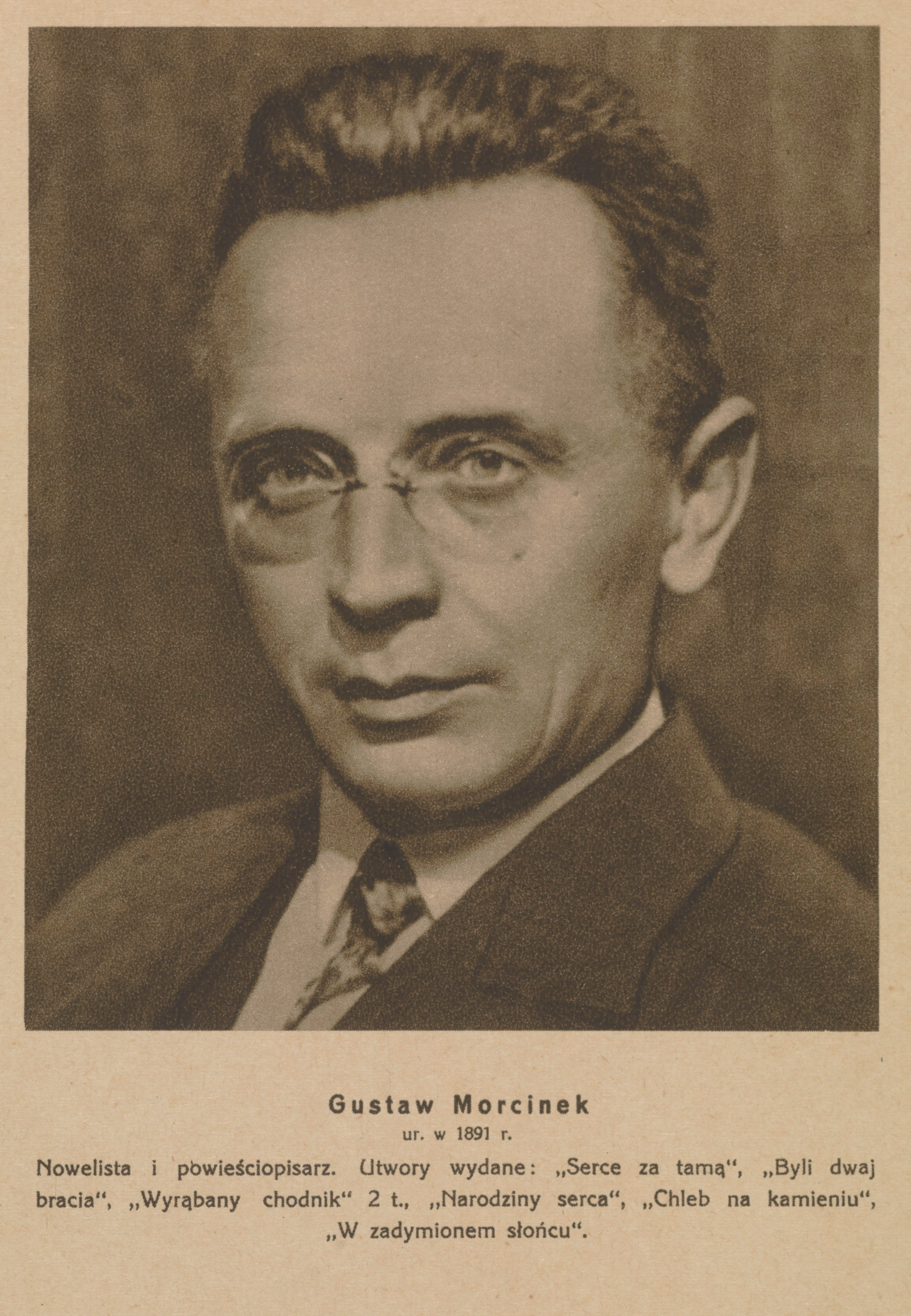
Gustaw Morcinek, pocztówka z 1933 r.

Gdy miał 19 lat, górnicy zebrali pieniądze na jego edukację, dzięki czemu mógł uczęszczać do Polskiego Seminarium Nauczycielskiego w Białej (dzisiaj części Bielska-Białej), które ukończył w 1914; powtarzał egzamin maturalny z religii. W czasie I wojny światowej został powołany do służby wojskowej w austro-węgierskim garnizonie w Cieszynie.
Od 1919 do 1935 pracował jako nauczyciel w Skoczowie. Jest tam muzeum biograficzne Gustawa Morcinka. W tym czasie przyjaźnił się z Marią Pilch.
Jedną z jego uczennic była powieściopisarka Maria Wardasówna (1907–1986), autorka m.in. Maryśki ze Śląska (1935) i cyklu powieściowego „Wyłom”, ukazującego wieś na Śląsku Cieszyńskim na przełomie XIX i XX wieku. Jego uczniami byli również Ludwik i Józef Klimkowie.

### Międzywojenna działalność literacka
Debiutował w 1920 artykułem Wspomnienia z przewrotu w listopadzie 1918 r. zamieszczonym w „Dzienniku Cieszyńskim” (31.10.1920). Morcinek dalej publikował tam swoje artykuły, a także angażował się w redakcji „Zarania Śląskiego” (1920–1931). Jednakże najważniejsze utwory napisał na przełomie lat 20. i 30., zostając jedynym znaczącym śląskim, polskojęzycznym, prozaikiem okresu międzywojennego. Wtedy to powstały takie dzieła, jak zbiór noweli „Serce za tamą” (1929), czy powieści „Wyrąbany chodnik” (1931–1932), „Narodziny serca” (1932) i „Łysek z pokładu Idy” (1933). M.in. za sprawą tych, poświęconych tematyce górniczej i śląskiej utworów, znalazł uznanie i trwałe miejsce w podręcznikach literatury, a Zofia Kossak nazwała go następcą Orkana i roztoczyła nad nim, w początkach jego kariery, opiekę literacką. Wdzięczny za pomoc Morcinek nazywał Kossak swoją „literacką matką chrzestną”. Lata 1936–1939 spędził za granicą. Przebywał we Francji, Włoszech, Austrii, Niemczech i Danii.

### Aresztowanie i pobyt w obozach

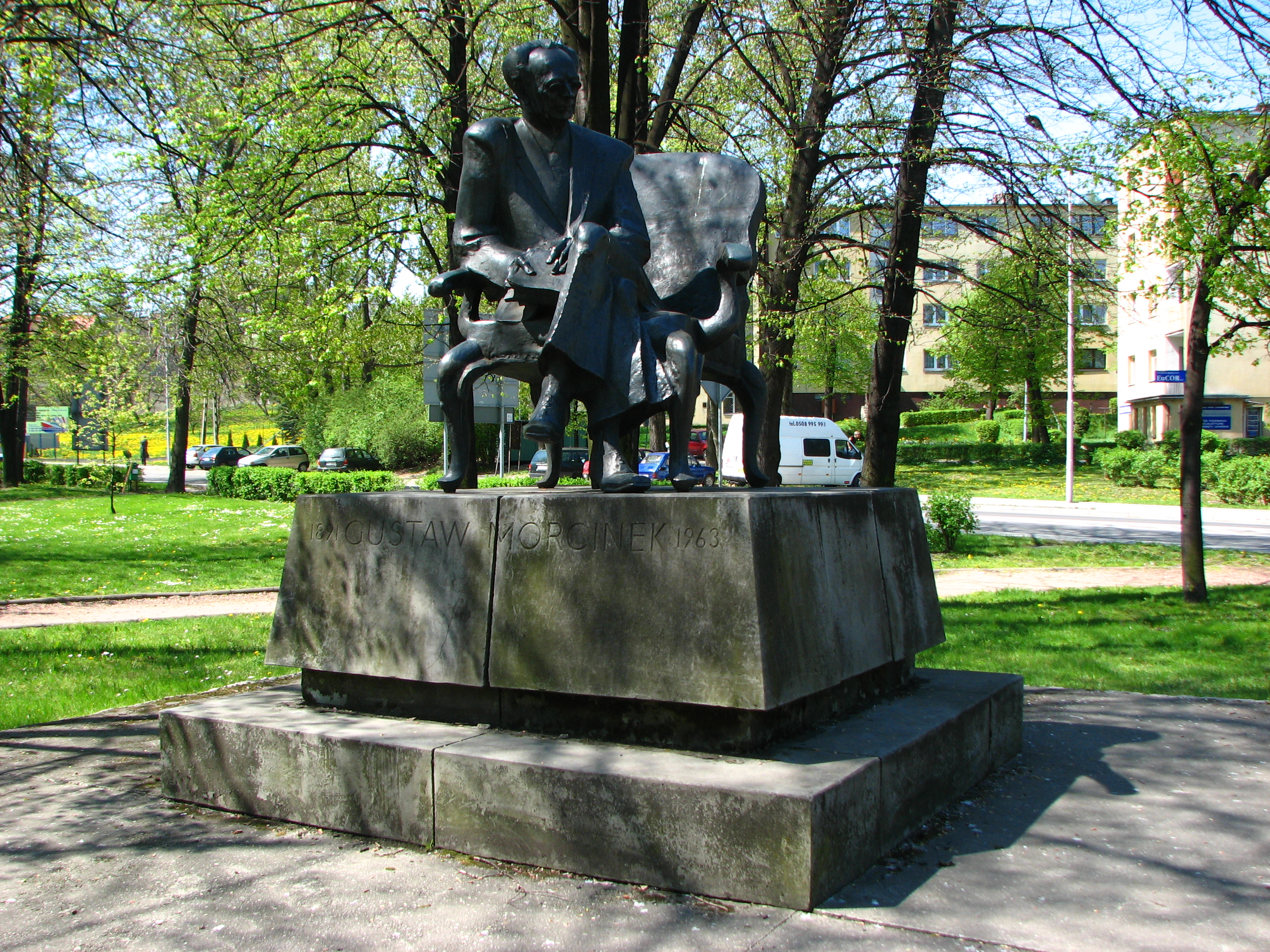
Pomnik Gustawa Morcinka w Skoczowie

Krótko przed wybuchem II wojny światowej wrócił do Polski, a 1 września 1939 wyjechał do Lwowa, skąd powrócił do Skoczowa na przełomie września i października. 6 października został aresztowany przez Gestapo, zamknięty na krótki czas w więzieniach w Cieszynie i w Skrochowicach koło Opawy, potem w latach 1939–1945 osadzony w niemieckich obozach koncentracyjnych kolejno w  Sachsenhausen i Dachau. Powodem aresztowania była przedwojenna działalność antyniemiecka. Zarzucano mu odczyty propagandowe dla Polaków w Westfalii, wykpiwanie niemieckiego kółka śpiewackiego („gesengferajnu” od Gesangverein) w felietonie „Cyrk w miasteczku” oraz że pies bohatera „Wyrąbanego chodnika” nazywał się Bismarck. Jak pisze ironicznie sam Morcinek: „Za tego psa między innymi odsiedziałem bez sądu blisko 6 lat w niemieckich obozach koncentracyjnych.” Podczas pobytu w obozach proponowano mu, aby złożył wniosek o wpisanie na niemiecką listę narodowościową w zamian za uwolnienie, Morcinek jednak odmówił.

### Powojenna działalność literacka
W listopadzie 1946 wrócił do Polski, na Śląsk, i osiedlił się w Katowicach. W owym czasie doświadczył aktywnego poparcia nowych władz, które stworzyły mu bardzo dogodne warunki do pracy, mimo tego, jego powojenna twórczość nie osiągnęła już takiego uznania, jak jego przedwojenne utwory. Morcinek łączył w swych utworach autentyzm obserwacji z liryzmem i humorem. Oprócz „poważnych” tematów społecznych, pojawiają się w jego twórczości również powieści dla dzieci i młodzieży, powieści historyczne (np. „Ondraszek”, poświęcona najsłynniejszemu śląskiemu zbójnikowi) oraz baśnie, nawiązujące do śląskich „bajań” ludowych. Innym bardzo charakterystyczna dla jego postaci elementem jest rozbudowana epistolografia, czasem zdarzało mu się pisać do dwudziestu listów dziennie. Morcinek otrzymał za swą twórczość wiele odznaczeń i nagród literackich, a liczne jego książki przetłumaczono na języki obce i wydano za granicą. Dzień przed śmiercią rozmawiał ze szpitalnym kapelanem na temat przyjęcia sakramentów, ale ostatecznie nie dożył tej chwili. Gustaw Morcinek zmarł na białaczkę 20 grudnia 1963 w Krakowie i został pochowany 23 grudnia na Cmentarzu Komunalnym w Cieszynie. W jego pogrzebie uczestniczyły tysiące osób. Władze PRL reprezentował m.in. członek Rady Państwa Jerzy Ziętek, wiceminister kultury i sztuki Zygmunt Garstecki oraz poseł na Sejm PRL, prezes Oddziału Związku Literatów Polskich w Katowicach Wilhelm Szewczyk.

### Działalność polityczna

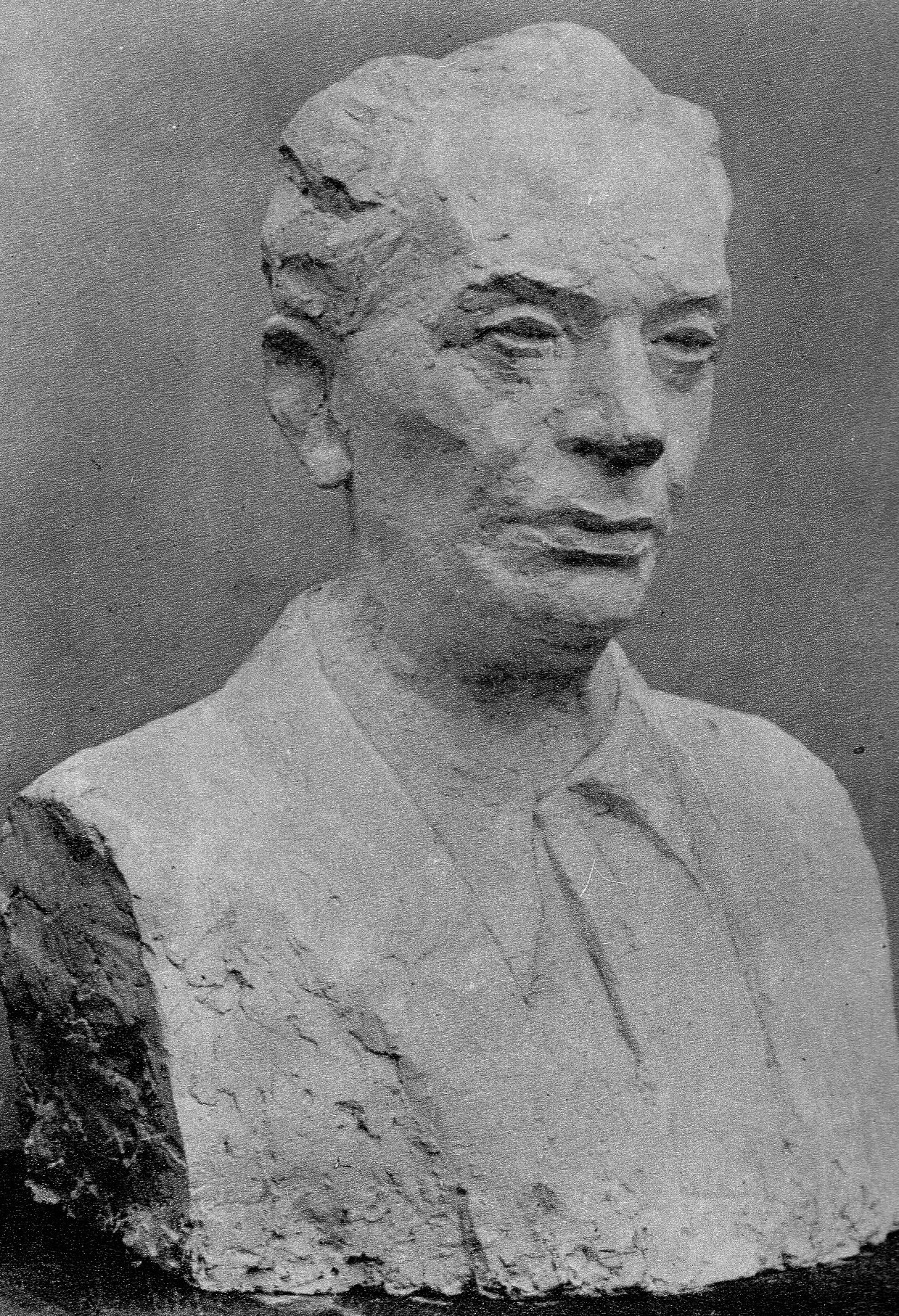
Irena Molin-Sowa, Popiersie Gustawa Morcinka (1954)

Morcinek był już we wczesnej młodości człowiekiem aktywnym politycznie. W październiku 1918 jako Einjähriger Korporal Morcinek (jednoroczny kapral Morcinek) uczestniczył u schyłku Austro-Węgier w przewrocie polskiej Rady Narodowej Księstwa Cieszyńskiego, którego celem było przyłączenie znacznej części Księstwa Cieszyńskiego, zamieszkanej przez ludność polskojęzyczną do Polski. Sam Morcinek brał udział w przejmowaniu garnizonu cieszyńskiego. To on przyjął 31 października 1918 fonogram z instrukcjami pułkownika Bolesława Roi z Polskiej Komendy Wojskowej w Krakowie. W okresie międzywojennym działalność społeczno-polityczną Morcinka można określić jako antyniemiecką, niektórzy krytycy zarzucali mu wręcz krzewienie nienawiści do Niemców. W okresie powojennym związał się politycznie ze Stronnictwem Demokratycznym. Z okręgu bielskiego sprawował mandat poselski do Sejmu PRL I kadencji (1952–1956).
W 1951 otrzymał Nagrodę Państwową II stopnia.
Pod naciskiem władz na posiedzeniu Sejmu 28 kwietnia 1953 złożył wniosek, aby aprobować dekret Rady Państwa o przemianowaniu Katowic na Stalinogród. Po tym wystąpieniu otrzymywał listy z pogróżkami i obelgami, zwracano jego książki, spotkał się z towarzyskim ostracyzmem, a nawet wywrócono jego samochód.

## Twórczość (wybór)
- Byli dwaj bracia (1928), powieść ludowa
- Serce za tamą (1929), zbiór nowel
- Wyrąbany chodnik (1931–1932)
- Narodziny serca (1932), powieść dla młodzieży
- Chleb na kamieniu (1932), zbiór nowel
- Gwiazdy w studni (1933), powieść dla młodzieży
- Łysek z pokładu Idy (1933)
- Śląsk (1933), monografia
- Inżynier Szeruda (1937)
- Ludzie są dobrzy (1938)
- Po kamienistej drodze (1938)
- Maszerować[7] (1939)
- Listy spod morwy (1945), wspomnienia obozowe
- Wyorane kamienie (1946)
- Dziewczyna z Champs-Élysées (1947), wspomnienia obozowe
- Listy z mojego Rzymu (1947), wspomnienia obozowe
- Dwie korony. Rzecz o ojcu Maksymilianie Maria Kolbe (1948)
- Uśmiech na drodze (1948)
- Pokład Joanny (1950), powieść nagrodzona Państwową Nagrodą Literacką
- Zabłąkane ptaki (1952)
- Urodzaj ludzi (1951), powieść wojenna
- Ondraszek (1953), powieść historyczna
- Mat Kurt Kraus (1957)
- Jak górnik Bulandra diabła oszukał (1958), baśnie śląskie
- Czarna Julka (1959)
- Siedem zegarków kopidoła Joachima Rybki (1960)
- Przedziwne śląskie powiarki (1961), baśnie śląskie
- Ziemia cieszyńska (1968), zbiór esejów o tematyce krajoznawczej

## Ordery i odznaczenia
- Order Sztandaru Pracy I klasy (15 lipca 1954)[8]
- Order Sztandaru Pracy II klasy (22 lipca 1952)[9]
- Krzyż Komandorski Orderu Odrodzenia Polski (1959)[10]
- Krzyż Kawalerski Orderu Odrodzenia Polski (11 listopada 1934)[11]
- Medal Niepodległości (3 czerwca 1933)[12]
- Medal Pamiątkowy za Obronę Śląska Cieszyńskiego[13]
- Odznaka „Gwiazda Śląska” (1937)

## O Morcinku (wybór)

### Książki
- Heska-Kwaśniewicz Krystyna; Pisarski zakon. Biografia literacka Gustawa Morcinka (1988)
- Heska-Kwaśniewicz Krystyna; „Kolorowy rytm życia”. Studia o prozie Gustawa Morcinka (1993)
- Praca zbiorowa (1990); Zaranie Śląskie.
- Praca zbiorowa (1992); W kręgu Gustawa Morcinka. Rozprawy, szkice, przyczynki, scenariusz filmowy.
- Praca zbiorowa (2012); Gustaw Morcinek – w 120-lecie urodzin
- Mikołajec Marek; Wspólnota i literatura. Studia o prozie Gustawa Morcinka (2019)

### Prasa
- Guziur Oswald; Gustlik we Lwowie (1991), Zwrot 1991, nr 11 s. 23–26
- Hannowa Anna; „Ludzie mogą być dobrzy” (W stulecie urodzin Gustawa Morcinka) (1991), Odra 1991 nr 6 s. 78–81
- Heska-Kwaśniewicz Krystyna; Gustaw Morcinek – czyli nieporozumienia wokół biografii pisarza' (1992) Śląskie miscellanea. Literatura – folklor 1992 t. 4 s. 77–86
- J.R.; Gustaw Morcinek (1991), „Zwrot” 1991 nr 8 s. 3–6
- Kolińska Krystyna; Listy ze „Słonecznego Domu” (1991), „Życie Warszawy” 1991 nr 216 s. 9
- Komander Piotr; Morcinek wypełniający mitologiczny schemat (Na przykładzie powieści „Górniczy zakon”) (1991), Rocznik Cieszyński 1991 R. 6/7 s. 123–127
- Komander Piotr; Obozowe wspomnienia Gustawa Morcinka – trudne pytania czytelnika (1991) Śląskie miscellanea. Literatura – folklor 1991 t. 3 s. 85–90
- Krawczykowska Irena; Piewca Czarnego Śląska – Gustaw Morcinek (1991), „Słowo Powszechne” 1991 nr 194 s. 6
- Martinek Libor; Milan Rusinský o Gustawu Morcinkovi. „Časopis Slezského muzea.” Série B – vědy historické. 2010, r. 59, nr 1, s. 79–87
- Martinek Libor; Czeski rzecznik pisarza i jego dzieła. „Zwrot”, 2011, nr 3, s. 30–33
- Martinek Libor; Milan Rusinský o Gustawie Morcinku. W: Gustaw Morcinek – w 120-lecie urodzin. Red. Krystyna Heska-Kwaśniewicz a Jacek Lyszczyna. Katowice: Wydawnictwo Uniwersytetu Śląskiego, 2012, s. 179–194
- Martinek Libor; Korespondence Gustawa Morcinka s Pawłem Kubiszem. „Těšínsko”, 2020, r. 63, nr 2, s. 83–94
- Nicieja Stanisław Sławomir; Sprawa Stalinogrodu. Morcinek i Hemar rok 1953 (1992), „Tydzień” 1992 nr 1992 s. 9
- Rusnok Jan; Pisarz śląskiej ziemi (1991), „Głos Ludu” 1991 nr 111 s. 5
- Rusnok Jan; Stulecie Gustawa Morcinka (1991), „Zwrot” 1991 nr 6 s. 1–2
- Sławkowa Ewa; Rodzaje stylizacji językowej w twórczości Gustawa Morcinka (1991), Rocznik Cieszyński 1991 R. 6/7; s. 128–134
- Trzcionka Wojciech; Ślązak z widokiem na Beskidy (2001), „Dziennik Zachodni” nr 203, z 31 sierpnia 2001
- Węgrzyk Urszula; Z serca mu sprzyjali. Setne urodziny Morcinka (1991), „Katolik” 1991 nr 34; s. 6, 12

### Film
Życie i twórczość pisarza ukazał w pełnometrażowym, fabularyzowanym filmie dokumentalnym Siedem zegarków Gustawa albo Eremita Skoczowski Morcinek reżyser filmowy i folklorysta górnośląski Antoni Halor (film otrzymał I nagrodę Epoki w 1987 roku).

### Ulice
Imieniem pisarza nazwano ulice w Warszawie na Bemowie, w Łodzi, w Katowicach, w Siedlcach, w Prudniku, w Tychach, w Słupsku, Kielcach czy w Karwinie. Na krakowskiej Nowej Hucie ulica Morcinka łączy Mistrzejowice i Wzgórza Krzesławickie.